# Friedrich Kriehuber

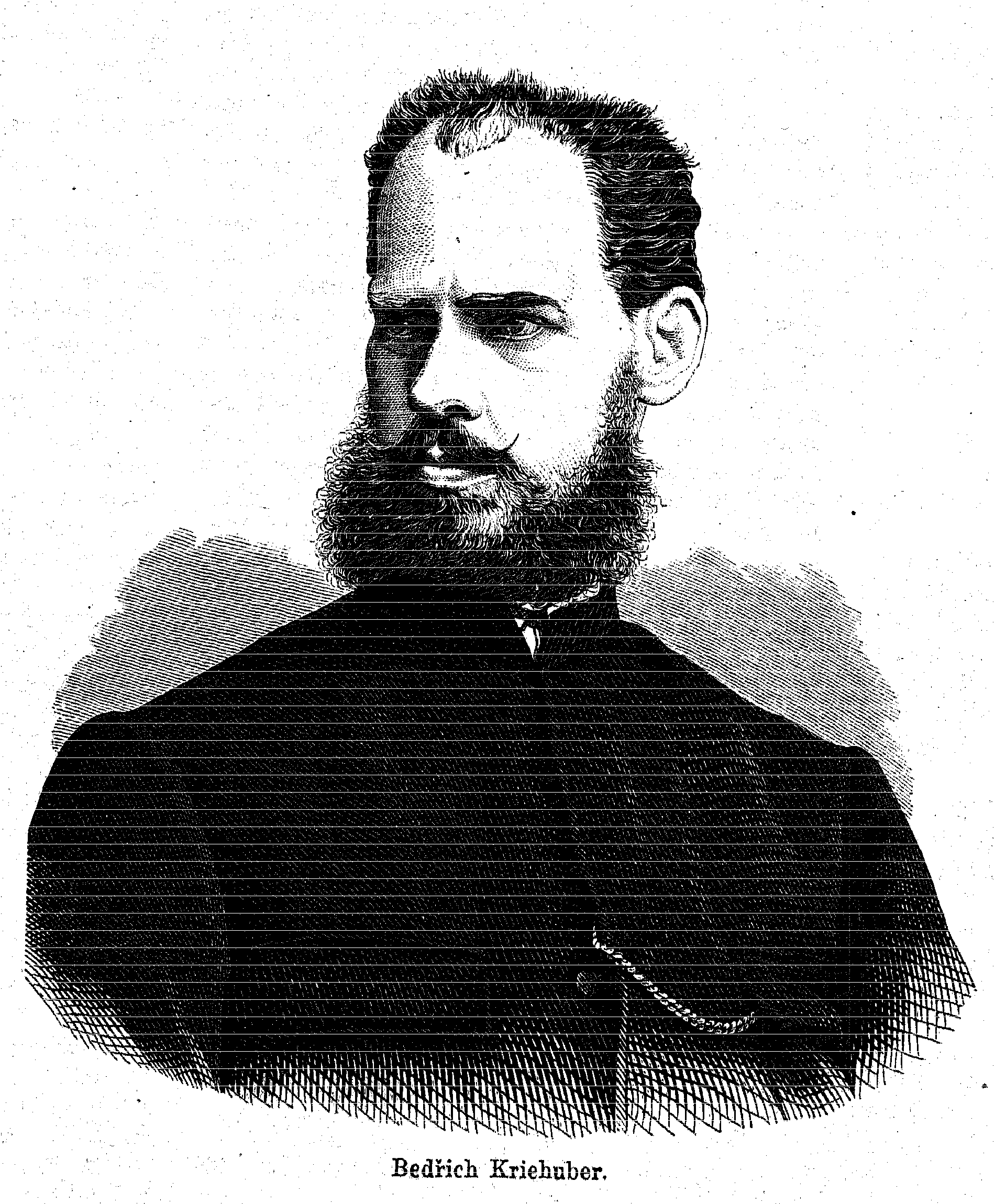
Friedrich Kriehuber (Světozor vom 3. November 1871)

Friedrich „Fritz“ Kriehuber (auch: Bedřich Kriehuber; * 7. Juni 1834 in Wien; † 12. oder 13. Oktober 1871 ebenda) war ein österreichischer Zeichner, Lithograf und Holzstecher (Xylograph).

## Leben und Wirken

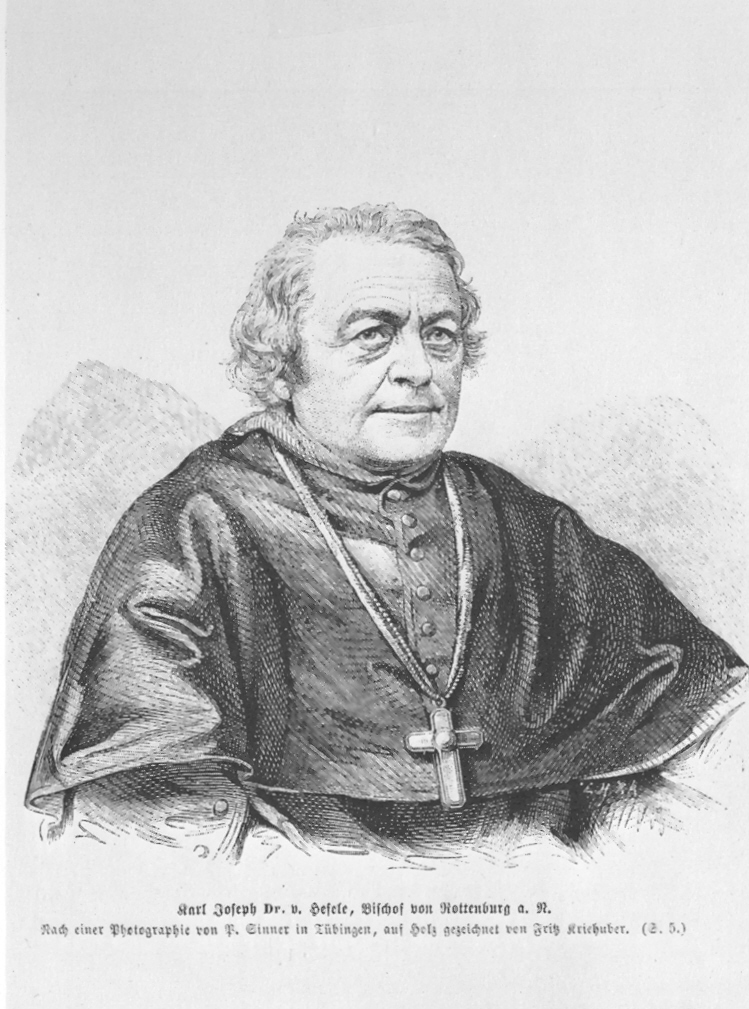
Karl Joseph von Hefele; Holzstich von Fritz Kriehuber nach einem Foto von Paul Sinner

Kriehuber war der Sohn des Lithografen und Malers Josef Kriehuber. Ab 1848 besuchte er die Wiener Akademie der Bildenden Künste. Anfänglich tat er sich als Landschaftsmaler hervor, verlegte seinen Arbeitsschwerpunkt aber bald auf das Porträtieren und – als Mitarbeiter seines Vaters – auf die Lithografie. Viele seiner Porträtvorlagen wurden in illustrierten Zeitungen wiedergegeben. Er war zudem Professor an der Theresianischen Akademie, als er im Alter von 37 Jahren starb.

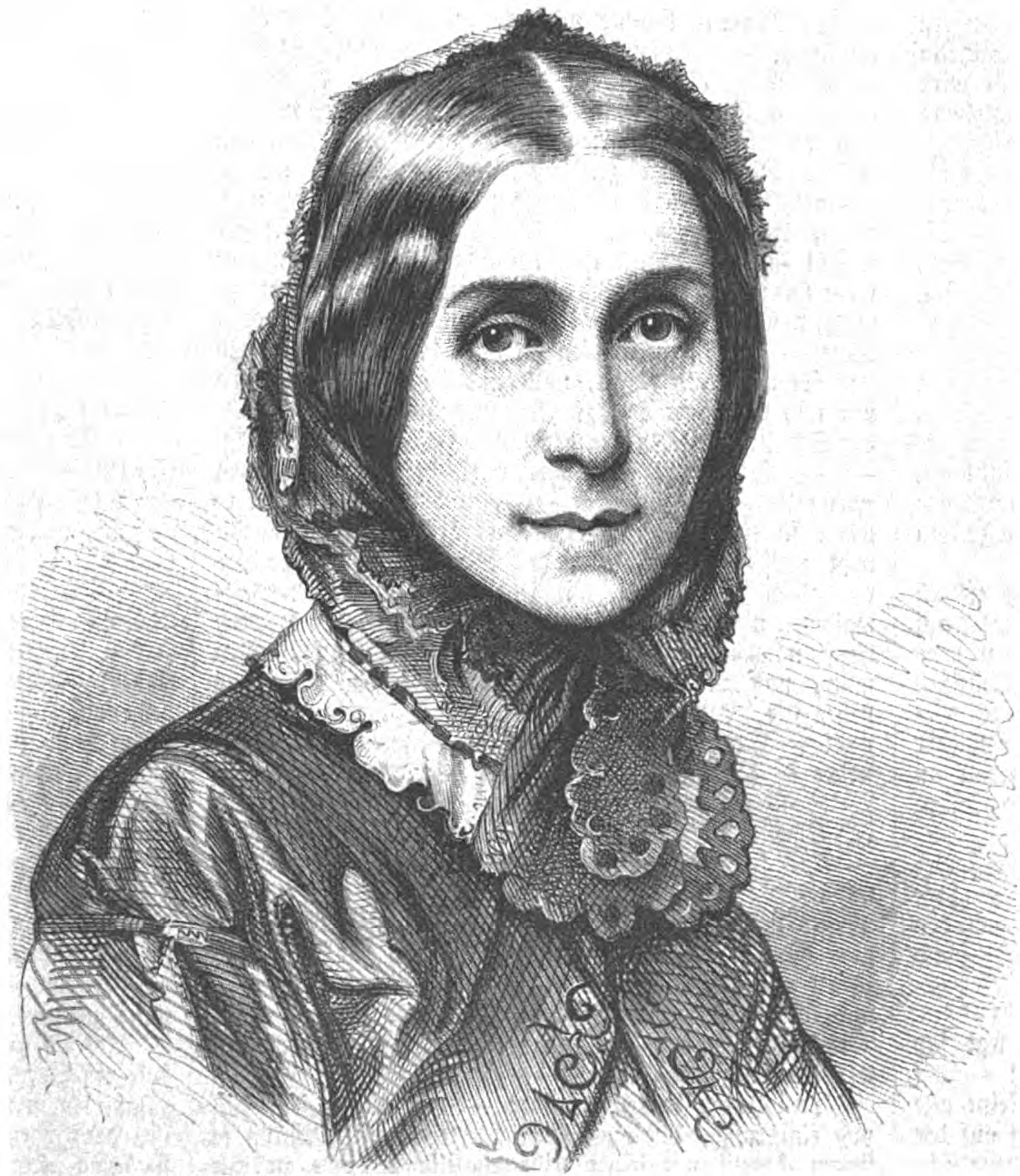
Elise Polko in: Über Land und Meer 24, 1870, Heft 28, S. 1

Kriehubers Werke erschienen beispielsweise als Illustrationen in der von Eduard Hallberger herausgegebenen Zeitschrift Über Land und Meer sowie in dem 1876 durch Moritz Smets erschienenen Bildband Das Jahr 1848 Geschichte der Wiener Revolution (gemeinsam mit Vinzenz Katzler u. a.).
Werke (Auswahl)
- 1855: P. Kriehuber (Sammlung Lebzelter, Wien)
- 1860: Selbstbildnis (Historisches Museum der Stadt Wien)
- 1867: Ölgemälde von A. Wich (Historisches Museum der Stadt Wien)
- 1869: M. Kriehuber (Sammlung Lebzelter, Wien)
- 1870: Franz Freiherr Dingelstedt (Xylografie)[4]
- 1871: Moritz von Schwind, Vorzeichnung für Über Land und Meer, Ausgabe 24 des Jahres
- um 1872: Hans Makart, Vorzeichnung für Über Land und Meer, Ausgabe 2 des Jahres
- Lithographie Kopf eines alten Bauern

Zeichnungen
- J. Liebig
- M. Mayr
- König Ludwig II. von Bayern

Illustrationen
- Alexander Patuzzi: Geschichte der Jesuiten: Von einem Klosterzögling. Mit Illustrationen von Ernst Peßler und Fritz Kriehuber. Waldheim, Wien 1870.